# Снежанка (салат)
Снежа́нка — традиционный болгарский салат. Он возник и развивался как продукт болгарского государственного объединения «Балкантурист» в конце 1970-х годов.
Иногда его называют млечна салата или сухой таратор.
Салат «Снежанка» получил свое название от сказочной героини Белоснежки. Причиной названия является его преимущественно белый цвет.
Салат имеет много общего с греческим салатом дзадзики, турецким супом джадзуком и подобными блюдами балканской кухни. Подобный салат, но приготовленный со сливками, является польской мизерией.

## Продукты и способ приготовления
Для приготовления салата «Снежанка» необходимы следующие продукты: солёные огурцы (летом используют свежие), процеженный йогурт, чеснок, соль, растительное масло, укроп, молотые грецкие орехи.
Салат готовят, добавляя отжатый йогурт к мелко нарезанным или натёртым огурцам. Добавляют мелко нарезанный или раздавленный чеснок (по вкусу), мелко нарезанный укроп, немного соли и масла, и хорошо перемешивают. Также можно добавить молотые грецкие орехи. Украсить можно веточкой свежего укропа.